# Jakhal Mandi
Jakhal Mandi là một thành phố và là nơi đặt ủy ban đô thị (municipal committee) của quận Fatehabad thuộc bang Haryana, Ấn Độ.

## Nhân khẩu
Theo điều tra dân số năm 2001 của Ấn Độ, Jakhal Mandi có dân số 6890 người. Phái nam chiếm 54% tổng số dân và phái nữ chiếm 46%. Jakhal Mandi có tỷ lệ 71% biết đọc biết viết, cao hơn tỷ lệ trung bình toàn quốc là 59,5%: tỷ lệ cho phái nam là 75%, và tỷ lệ cho phái nữ là 67%. Tại Jakhal Mandi, 13% dân số nhỏ hơn 6 tuổi.